# Martin Schlecht
Martin Schlecht (* 10. November 1976) ist ein deutscher Kameramann.
Martin Schlecht begann 1998 als Praktikant bei der ARRI in München, danach wurde er als Materialassistent tätig. Ab 2005 wurde er Kameraassistent bzw. Second-Unit-Kameramann bei diversen Film- und Videoproduktionen. 2011 erschien mit The Big Black sein Debütfilm als eigenständiger Kameramann.
Schlecht ist Mitglied im Berufsverband Kinematografie (BVK).

## Filmografie (Auswahl)
- 2011: The Big Black
- 2012: Reality XL
- 2013: Großstadtklein
- 2013: Tatort: Kalter Engel
- 2014: Honig im Kopf
- 2016: Lotta & der dicke Brocken
- 2017: Amelie rennt
- 2018: Hotel Heidelberg: Kinder, Kinder!
- 2018: Hotel Heidelberg: … Vater sein dagegen sehr
- 2019: Hotel Heidelberg: Wir sind die Neuen
- 2019: Nord bei Nordwest – Gold!
- 2019: Dein Leben gehört mir
- 2019: Traumfabrik
- 2020: Lassie – Eine abenteuerliche Reise
- 2022: Der Pfad
- 2022: Herzogpark (Fernsehsechsteiler)